# M503航路事件
M503航路事件是指於2015年1月12日起中華人民共和國政府在台灣海峽中線西側劃設新國際民航航線，但遭中華民國政府反對之事件。中華人民共和國政府表示，此航線位於海峽中線西側，完全位於大陆方面上海飞行情报区內，乃基於中國大陸日益壅塞的民航飛行所設，且已經國際民航組織批准，在國際民航規範上無任何逾越或不法之處。中華民國政府認為此航線過於接近海峽中線及相關敏感空域，減少台灣空防預警時間，大幅增加空防成本。時任中華民國交通部民用航空局局長林志明曾表示，因M503位於上海飛航情報區境內，台湾一方無從置喙。不過，後中華民國大陆委员会稱，大陆方面與我方已透過管道達成協議，同意這條航路南下運行，並且向西偏置7海里以避免過度靠近海峽中線，爭議一度平息。
2018年1月4日上午10時，大陆方面的中國民用航空局公布餘下的M503航線北上運行及相關銜接航線開始啟用。中華民國政府陸委會批，認為此舉违反之前的協議而表達抗議，並以取消中國航空公司春節加班機作為反應。
2024年1月30日，中國民用航空局宣布取消M503南下航路的偏西飛行偏置，並啟用W122及123由西向東飛行，稱將增加運量與增進飛行安全。中華民國外交部表達抗議並譴責，稱此舉措事先未與台灣溝通，並將影響飛航安全、區域穩定及兩岸互信。

## 歷史

### 2015年起：南下航路开通
根據中國大陸中國民用航空局發言人的說法，大陆民航局早於2007年便計劃在海峽中線西側劃設新國際民航航線，與美國等多國航空專家共同完成航線的設計及評估，并经国际民航组织（ICAO）核准，指定该航线代码為M503，航线运行精度、安全性及可靠性符合国际民航组织规范，計劃於2008年1月啟用。新航路向ICAO報備完成，與M503配套的還有三條聯絡線，通往東山（位於浙江省瑞安市）、福州、廈門，編號為W121，W122，W123。此航路橫向聯絡線與金門、馬祖兩地使用機種的航路高度皆不同，沒有危險。但當時民進黨陳水扁政府透過外交系統由相關駐外館處向駐地國反映，並要求美國向陸方施壓，大陆方面的中国民用航空局被迫延後公布開設航線。但台北方面卻於同年距海峽中線東側沿著四個RCR演習空域東側，開闢一條與M503類似的L1航線予民航使用，事前並未徵詢中國大陸同意。
此後中國大陸每天往返長三角及珠三角1,200餘個航班只能依靠內陸地区已飽和的A470一條航路，造成嚴重壅塞及延誤，正點率僅有46%，亦帶來安全隱患。2014年4月，航空公司飞行员协会国际联合会（International Federation of Air Line Pilots' Association）負責人致函大陆方面的中国民航局局長李家祥表示：「在國際駕聯2014年巴拿馬年會上，再次討論了A470（上海）空域的問題和缺陷。為此，我希望通報你，大會決定繼續將A470航線定位黑五星（極易發生班機堵塞的航線）」，「我謹代表國際駕聯強烈敦促貴方採取必要的改進措施，提升此空域的運行狀態」，「貴方應使用更多的航路和更靈活的追蹤方式」。
經一再推遲直至2015年年初，中華人民共和國政府才正式公佈己方境內的M503航線生效，以分流日趨擠迫的A470航線，中華民國政府再度抗議。当年1月12日，中華人民共和國方面公布M503航線預定在3月5日生效。1月13日，中华民国交通部民用航空局提出抗議。其后的1月16日，中華民國立法院亦要求政府提出抗議。1月17日，中華人民共和國政府表示已透過小兩會就技術性問題同意溝通。
1月19及20兩日，國際民航組織在馬來西亞吉隆坡的會議紀錄載明，會中針對M503新航路規畫使用的安全評估，由美國聯邦航空總署給予認證與背書，ICAO及IATA完成了溝通與協調工作。
2月5日，中華民國行政院大陆委员会再次宣布溝通兩方未達共識，原定2月7日金門王張會延期。
3月2日，小兩會達成共識，M503暫緩生效，而其餘3條航路暫不啟用。3月4日，中華人民共和國政府宣布將航線西移6海里並延後啟用。
3月15日，中華人民共和國政府試飛M503航線，並事先向中華民國通報路線、機型等資訊，獲台北當局同意及監控過程，測試结果正面，雷達及通訊合符技術要求。3月20日：中華人民共和國政府公布南下航線在3月29日0時啟用，陸委會表示，理解陸方的做法。國際航空運輸協會理事長專門致函中国大陆的中国民航局局長李家祥：「對M503航線的設立和啟用表示歡迎。」北亞區副总裁、驻中国首席代表张保建表示：「國際航協和成員航空公司歡迎一切旨在提高飛機運營安全和效率的措施。M503航路的開通和啟用將擴大該地區空域的通行能力，緩解空中交通擁堵，提高周圍機場的正點率，有助於提高航空安全水平。」3月29日：港龍航空KA857首次使用這條航線，由上海浦東飛往香港。
按照申請，M503航線使用者將主要是由東北往西南方向的國際航班，已經接到每日200多架次的航班申請，當中除了中國大陸、香港和美國、日本、马来西亚、菲律宾等多國的十多家航空公司之外，也包括台灣5家航空公司新增航班的申請。未來將有更多航班由A470轉移到M503。

### 2018年起：北上航路及銜接航線之开通
2018年1月4日上午8時，中華人民共和國民用航空部门通知中華民國方面M503將于該日啟用，中華人民共和國空管机构會與中华民国航管保持技術性溝通。同日上午10時，大陆方面的中国民用航空局公布餘下的M503航線北上運行及相關銜接航線開始啟用。兩岸雖曾就開通銜接航線協商，但大陆方面认为，由於民進黨政府否定九二共識，一直無法達成共識，陸委會嚴正抗議，要求繼續協商，並警告航空業者不要使用，否則「後果自負」，但多家公司都置之不理。而訪問航空業者則表示，台灣的政府欲規管在轄境外飛行的民航公司，是國際笑話。港龍航空則聲明：「航班的飛行路線是依照相關民航機構的指示，此亦為全球航空業界慣常做法。」國台辦發言人馬曉光回應指，在轄境內設立和啟用M503得到國際民航組織的批准，「完全是大陸民航空域管理工作，本無須與台方溝通」，呼籲「台灣方面應正確看待，不要藉機做文章，干擾或破壞兩岸關係。」並說明該航線在設計時已經避開金門、馬祖往返台灣航線，能確保飛航安全，雙方航管方面會保持技術性溝通。前美國在台協會主席薄瑞光表示，兩岸早就協議同意北往南單向飛，對啟用同一航路雙向的南往北卻提出抗議是毫無道理。軍事專家宋兆文在臉書貼文稱，陸委會完全沒有任何能力或方法，可以讓大陸「後果自負」。开通北上航路及銜接航線是由於民進黨政府否定九二共識，失信在前。
同日，航母遼寧號由駐地青島按計劃南下，穿越台灣海峽赴南海訓練，并未“绕台”。不過台灣媒體認為辽宁号此举是「恫嚇」。此前，部分台湾媒体恐航母辽宁舰可能之“绕台”，台湾媒体和官员等指中國大陆军机军舰“绕台”为“挑衅”或“威胁”。2017年7月，辽宁舰由香港返程时，台湾官员指出若辽宁舰“绕台”即为“挑衅”。
1月4日至7日共有69航班使用該航道。作為應對，台湾民航部门對基層人員施壓，要求他們每當有航班使用M503及W121、122、123，便須向大陆民航部门以撥打長途電話抗議，而且要將對話錄音存檔。位於金門、馬祖兩地的塔台以無線電對空廣播，要求航班不要使用該航路。惟根本沒有人理會；同時，台北政府並持續透過傳真和信件與北京方面接觸。
1月5日，台湾媒体传F-CK-1經國號戰鬥機入駐澎湖，以反制中国大陆开通新航路，然而被中華民國空軍否認。
1月6日，中華民國国防部军备局發佈公告，於8日至10日舉行實彈射擊。台灣媒體認為此乃「反制作為」。同日，台湾《蘋果日報》指新航路威胁空安，除中国大陆航空公司外，他国航空公司不會使用這四條航線；然而，实际上，四条航路中较早开通的M503南下航路确有部分国际航空公司使用。
1月7日，中華民國總統蔡英文在召開国安会议後表示北京政府應該對片面啟用M503航線進行飛航所引發的各種疑慮，採取彌補措施。
1月11日，中華民國交通部民用航空局表示加班機申請不受M503航線事件影響。
1月13日，台湾淡江大学学者蘇紫雲在题为「安全的總合：台灣應善用戰略機遇─從m503談起」的演講中指，他認為面對中國人民解放軍軍機繞台和M503航線的舉動，台灣應发展「國防經濟」，正確投資，例如優先部署1,000枚中程飛彈，兩枚就可炸掉三峽大壩，引起中国大陆媒体以及台湾媒体的嘲讽与批评，但亦有支持声音，认为台湾应当有反击权力。

### 2018年：取消春节加班机之争议
1月18日，尽管兩岸航空部門本來同意不限制農曆新年加班機總量，中華民國交通部民用航空局一改11日表态，宣布不准許中国东方航空及廈門航空合共176班加班機的申請，預計受影響未能回鄉過年人次達5萬之眾。对此，大陆中国民航局表示强烈谴责，並指責此舉漠视人民福祉。
1月19日，中華民國總統府發言人林鶴明表示，蔡英文呼籲北京政府，應對其片面啟用爭議航道的行為進行彌補措施。
國際航空運輸協會（IATA）在1月19日已就M503航線情事回覆中华民国交通部民航局，指出M503航線已於2015年3月起投入使用，並不是新航線，且是經過國際民航組織（ICAO）批准，航線相關的運行技術措施和應急程序均已到位。惟中华民国交通部民航局表示，此案之關鍵不在M503航路是否為新航路，而在於陸方必須信守三年前的承諾，與台灣溝通確認再啟用相關航路。這是訴求重點，也是IATA回函重點。
1月20日，被批阻止民众回家过年后，中華民國政府有关人士、陆委会副主委邱垂正再一改18日表态，表示取消班机仅是暂时措施，是为向中国大陆喊話，争取协商的“权宜之计”。邱此后再批大陆出尔反尔，呼吁台商警惕。然而台湾內部對政府以牺牲台湾人返家為談判籌碼仍感質疑與批評；亦有意見認為，拒批春節加班機根本懲罰不了中国大陆，只是拿台商出氣，而台商多為藍營人士，蔡英文政府阻撓其回台過年正好有利於其綠營執政。
1月29日，中華民國政府仍未確定是否批准2018年兩岸春節加班航班申請，而台灣民間組織海基会特意為在大陸的台商、台生提出了五點替代方案：包括搭乘其他國籍的航班，建議台籍航空公司增加班次，到臨近省市或者港澳轉機等。最後還建議大家通過金門“小三通”坐船回家，對此台商狠批“乾脆叫我們游泳回去好了！”同日，中華民國交通部发表声明，在北京方面愿意对话之前，不会核准东航和厦航增加春节航班的申请。陆委会主委张小月表示“M503事件不只涉及飞行安全，也涉及国家安全，没有妥协让步的空间”，并表示“已是最轻微处分”。
1月30日，针对中華民國政府不许可两岸春运加班申请，导致东航、厦航等航空公司数百架次航班被迫取消，中国航空运输协会负责人发表谈话，认为此举“毫无道理”，并对两岸民众的感情“造成伤害”。同日，东航、厦航分别在官方微博发表声明，宣布176班两岸春节加班机因不能持续等待中华民国政府的答复而被迫取消，并批评中华民国政府的做法“不顾两岸人民利益”。声明中还表示，东航、厦航将为已经预定好机票的旅客提供免费退改签服务。不过中華民國交通部长贺陈旦称“民航局从来没有说不予批准，是两家陆航没有做好沟通就说不要申请，不是我们不同意”。
1月31日，国台办发言人马晓光在例行新闻发布会上表示，台湾当局的“无理做法”，给数萬旅客出行造成不便，为两岸众多家庭春节团聚制造了困难，对两岸民众感情造成伤害。同日，为方便广大台商回家过年，福建厦门闽台轮渡经有关方面协调，将原2月13、14日的厦门-台中往返航班提前一天至12、13日，将原15日除夕日的厦门-基隆航班提前至2月14日，争取让两岸同胞能在除夕前顺利回家团圆。另外福建平潭综合实验区也于1月27日宣布计划加开2月13日的平潭往返台北航班，还将进一步根据客流及气象情况决定是否再增开2月14日平潭直航台湾航班。国泰航空则建议未買到春節期間兩岸航班的旅客乘坐国泰航空经香港转机的航班。中国国际航空也宣布自2月11日至15日，连续5天加开重庆往返台湾的航班。

### 2024年2月起：取消由北向南偏西飛行偏置、啟用W122及W123由西向東飛行
2024年1月30日，中国民航局宣布自2月1日起取消M503航线自北向南飞行西移6海里的偏置，4月19日起启用連接M503航线的W122、W123航线由西向东运行。國台辦表示，此措施將增加航班運輸效率，有利於改善兩岸航班營運，便利兩岸人員往來，符合兩岸同胞共同利益。。
台灣民航局對此表示反對，稱此改動措施未經雙方溝通確認，將增加台北飛航情報區西緣及金門、馬祖終端空域增加作業複雜度及飛安風險。陆委会表示，中國大陸在疫情後的國際航班尚未完全恢復，並無合理調整航路之需求，此舉為蓄意製造兩岸不安，以民航需求包裝對台政治、軍事的企圖，並有改變台海現狀的疑慮。
中華民國外交部表達嚴厲譴責，稱此舉違反國際民航組織對於飛航網路調整的規定，損害區域飛航安全及和平穩定，並破壞台海現狀及互信。
台灣方面以未見到釋放善意為由，2月7日宣布繼續暫停旅行團赴陸，原定農曆年後恢復的旅遊產品即刻下架，已成案者緩衝期至6月1日起則不再出團。

### 2025年7月起：启用W121衔接线
2025年7月6日，中国民航局宣布自6日启用M503航线W121衔接线。

## 争议
M503航線是民航機航線，受国际民航规定约束，起訖點都在国际民用航空组织许可的上海飞行情报区（Shanghai FIR）。中华民国虽然坚持包含浙江、福建空域在内的台北飛航情報區的完整性。台北飛航情報區与上海飞行情报区虽然在臺灣海峽中線西侧重叠，但在实际事务中，中华民国默认中华人民共和国的空域管理。此外，航线並未觸及中華民國領海基線或者自由地区，也沒有觸及非官方的臺灣海峽中線。不過台灣方面提出关于安全等诸多方面的质疑。

### 安全
中國大陸方面劃設M503、W121、W122及W123等新航路，其中M503距離臺灣海峽中線僅有4.2浬（約7.8公里），台灣民航局認為此舉不僅危及台灣往返金、馬飛航安全，更衝擊台灣空防。中國民航局早於2007年便計劃在海峽中線西側劃設新國際民航航線，與美國等多國航空專家共同完成航線的設計及評估，并经国际民航组织（ICAO）核准，指定该航线代码為M503，航线运行精度、安全性及可靠性符合国际民航组织规范 此後中國大陸方面先將航点PONEN至LELIM之间的航路向西偏置6浬，距海峽中線有10.2浬（約18.9公里），實際航行再向西偏置4浬（7.4km）遠超國際標準的10公里航空安全邊界線；緊急情況下亦只會向西，不會向東偏航。中國大陸的航管單位亦表明，M503航路只會允許在9,200米（30,100英呎）以上的高度飛行，设计航线時已避开金門和馬祖往來台灣的W2、W6及W8航線。而W2、W6及W8航線，一般只有20,000英呎，與M503的飛機相差將近10,000英呎。国台办发言人马晓光于2018年1月17日回应称“M503航线总体运行安全平稳，不存在影响台湾飞行安全问题”。歐洲議會外委會安全暨防禦小組主席芙緹嘉（Anna Fotyga）認為，M503對台灣飛航安全造成威脅，由於歐洲有航班飛往台北，因此也可能損害歐洲公民安全。副主席蘇卡（Dubravka Suica）認為，北京方面划设的這4條航線未經與台北協商，與台北飛航情報區（FIR）距離太近，有安全問題。国际航空运输协会负责人1月30日表示，该协会已于19日回复中华民国交通部民航局，M503的位置和设计符合国际民航组织文件并经国际民航组织批准，航线相关的运行技术措施和应急程序均已到位。
2015年2月25日，民進黨前中國事務部主任張百達針對有關M503等航線爭議提出數點分析，認為事實上，M503航線不影響現行之空防安全任務。M503航線與台湾演訓空域並無重疊，且M503班線須受國際民航規定約束。
2015年3月20日，陸委會主委夏立言稱陸方已照國際公約與台灣協商調整，政府認為航安和空安不是問題，基於兩岸關係正面發展，政府可接受陸方作法。
2015年3月26日，面對台灣方面對M503影響安全的質疑，中华民国国家安全局局長李翔宙向媒體表示，M503航線是屬於國際商用航線，北京方面會將作戰巡弋的軍機會後撤內縮，對台灣安全上相對是一種隔閡上的保障，也增加防空預警的縱深。北京政府稱兩岸相關軍事活動，都要為這條國際航線留出安全間隔，以保證航路順利運行。
2018年1月，有匿名國安人士受訪指出，自2015年到2018年，台灣軍方監控中国人民解放軍空軍軍機並未將巡弋範圍後撤。
2022年11月8日，根據公開廣播航跡記錄，一架中國人民解放軍空軍軍機於民航M503航路上以較慢航速不斷南北來回。
2023年9月24日，一架中國人民解放軍空軍軍機運-9上午沿著民航的M503航路由南向北飛行，並和國泰航空班機位置短暫重疊。曾任麥道航太駐台代表、戰爭學院榮譽講座廖宏祥受訪表示，須慎防偽裝成民航機的中國軍機利用M503航路突襲台灣。

### 支持意見
2015年国际民用航空组织（ICAO）於2015年1月19及20兩日，在马来西亚首都吉隆坡，舉行了一次針對南海航空交通流量問題的團體會議，會議編號為「SCS-MTFRG/1-IP/03」，會中除針對M503新航路開通與使用的必要性有所討論外，對於此一航路規劃使用的安全評估，也經由美国联邦航空管理局（FAA）給予認證與背書。此外，會議資料中也述明，為了確保航路開通使用後的安全與效率，於航路開通準備階段，大陆方面中国民用航空局（CAAC）也與相關機構，包括香港飛航情報區（Hong Kong FIR）、台北飛航情報區（Taiwan FIR）、ICAO及IATA完成了溝通與協調工作。
新华社于2018年1月30日引述一名国际航空运输协会（IATA）未具名人士，表示曾于2018年1月19日就M503航线事回复中华民国交通部民航局，M503航线已于2015年3月起投入使用而非新航线，其位置和设计符合国际民航组织（ICAO）文件并经过ICAO批准。新华社引述该未具名国际航协负责人，称M503航线相关的运行技术措施和应急程序均已到位，启用M503航线是为缓解目前A470航路上的交通流量压力，并且在满足珠三角和长三角地区不断增长的交通需求的同时提升飞行安全水平，这部分空域具有全面的雷达覆盖。该报道亦称航空业界认为启用M503航线是缓解上海飞行情报区空域拥堵状况的积极措施。

### 反對與示威
台灣部分民間人士對政府2015年3月宣布理解大陆使用南下航路的態度極為不满，反彈甚大。一些民間團體已發起多场抗议。
- 2015年3月26日，以台左維新為主的數個團體佔據陸委會大廳抗議，與警方爆發衝突[104][105][106]。
- 2015年3月27日，台左維新續轉往立法院佔據抗议，而同時場內台灣團結聯盟籍立委亦佔據主席台示威，議事停擺[107]。

## 海峡中线附近其他航线
中华民国政府管辖的台北飛航情報區区域完全履盖台湾海峡，包括海峡中线以西、中华人民共和国政府管辖下的福建、浙江、江西。中华人民共和国政府同样将该区域视为自己的飞行情报区，并根据双方实际管控的情况，将台北飛航情報區区域划分为上海飞行情报区和台北飞行情报区。目前，双方实际控制的上海飞行情报区和台北飛航情報區大致沿海峡中线划分。部分专家指出，中国大陆并不接受“臺灣海峽中線”。
在飞机离开己方管辖飞行情报区时，区域管制中心往往要求飞机切换电台，联系下一个飞行情报区的管制中心，这一过程被称作交接（handover）。对于台北飞行情报区与上海飞行情报区也是如此。
台北飞行情报区内，在M503航路开通之前，於台湾海峡中线東側相隔著RCR8、RCR9、RCR11、RCR5四個禁航區，已经设置了一条和M503航向相近的L1航线，該航線距離海峽中線約25海浬。台北松山到马祖的W2、W8航路、澎湖马公到金门的W6航路則直接穿越了台湾海峡中线，而事前均未曾與北京方面协商所謂安全問題，北京亦從未對這些航線提出抗議。L1航路原為中華民國軍用航路，高度限制都在兩萬七千英尺，2007年開放，供東南亞聯絡東北亞的班機使用。
上海飞行情报区内，平行于M503航路西侧沿飞福建沿海的A470航线，被业内指为过于拥挤，不利于航空安全。2014年，官方数据显示每日往返近1,200架次，国际航班占近七成，总准点率仅44%左右。2015年，A470杏林─福清（厦门区域）段为中国大陆航路流量前五名。